# Tilice
Tilice est un hameau de Fexhe-Slins, une section de la commune de Juprelle dans la province de Liège en Région wallonne (Belgique).
Avant la fusion des communes de 1977, Tilice faisait partie de la commune de Fexhe-Slins.

## Situation et description
Ce hameau-rue comprend une trentaine d'habitations bâties dans la campagne hesbignonne (terrains cultivés et arboriculture fruitière). Tilice, situé entre Fexhe-Slins et  Hermée (commune d'Oupeye) est le seul hameau de la commune de Juprelle implanté à l'est de l'autoroute E313 Liège-Anvers qui longe la localité.

## Patrimoine

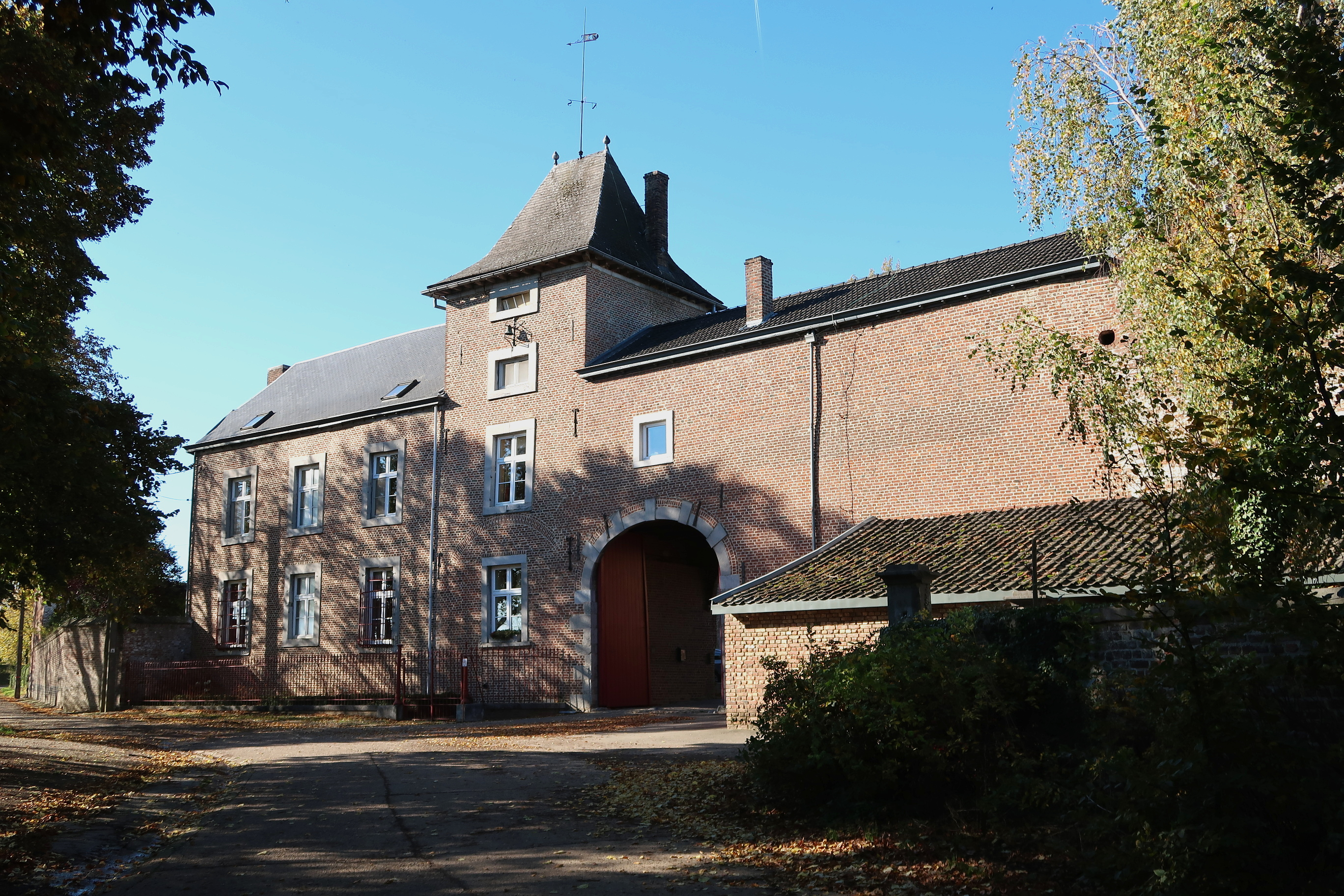
Ferme de Tilice

Isolée à une centaine de mètres à l'est du hameau, la ferme de Tilice est une imposante ferme en carré bâtie en brique et pierre de taille pendant la première moitié du XVIIIe siècle. La tour en façade était percée d'un porche aujourd'hui disparu et remplacé par un autre porche plus à droite formé de claveaux passants un sur deux. Une chapelle en brique se trouve à l'angle sud de la propriété.